# المنطقة الشمالية الغربية العسكرية (السعودية)
قيادة المنطقة الشمالية الغربية العسكرية هي إحدى المناطق العسكرية التابعة للقوات المسلحة السعودية وعاصمتها العسكرية تبوك باعتبارها منطقة التجمع الرئيسية لتشكيلات القوات البرية في تلك المنطقة. كان الفوج الرابع أول وحدة وصلت إلى المنطقة في عام 1374 هـ / 1954، وقد أخذت قيادة المنطقة الشمالية الغربية مسماها الجديد في 1404 هـ / 1983، بدلا عن اسمها الأول المنطقة الشمالية.